# Sabulodes gnophosaria
Sabulodes gnophosaria là một loài bướm đêm trong họ Geometridae.